# Landgoed De Horst

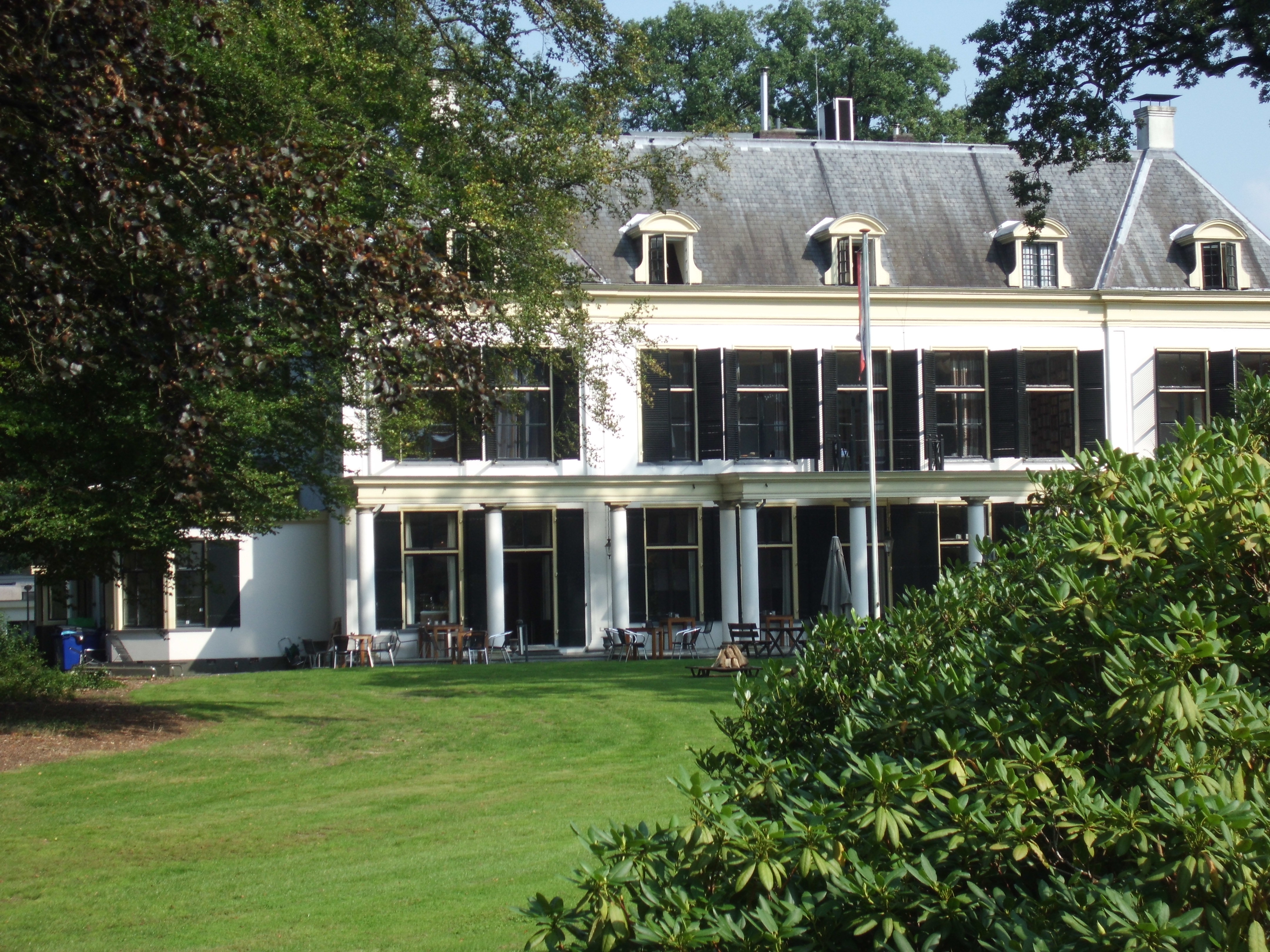
Landhuis De Horst

Landgoed De Horst is een landgoed met een monumentaal landhuis in de Utrechtse gemeente Driebergen-Rijsenburg. Anno 2014 is het bij De Baak in gebruik als vergadercentrum.

## Geschiedenis
De historie van Landgoed De Horst gaat terug tot de 19de eeuw. De Zeister rentenier Richard Boer kocht in 1835 een oude boerderij met omliggend land en liet op dit terrein een langgerekt herenhuis bouwen. In 1855 is datzelfde huis overgegaan naar de volgende eigenaar, August van Scherpenberg. In 1858 heeft hij het laten verbouwen en vergroten. Als gevolg van de verbouwing was er geen ruimte voor logés. Daarom liet August van Scherpenberg in 1848 aan de overkant van de weg Villa Veldzigt bouwen als logeergebouw. Het landgoed werd in 1913 door De Mol van Otterloo gekocht van mr. dr. van Leeuwen, commissaris van de Koningin in Noord-Holland. In 1925 liet De Mol een weg aanleggen over de Horst van de Hoofdstraat naar de Arnhemsebovenweg. Feitelijk een verlengde van de Akkerweg of Akkersteeg die voorheen rechtdoor naar de Arnhemsebovenweg liep.

### Na 1945
Na verschillende eigenaren en de Tweede Wereldoorlog kwam Landgoed de Horst in handen van de Stichting Kerk en Wereld. Op 15 november 1945 opende ds. Willem Banning de lessen op de Academie van Kerk en Wereld. In 2001 nam de Baak het over; op 26 november 2003 vond de opening van dit opleidingscentrum plaats.
Regelmatig worden er door curator Carlijn Voorneveld exposities verzorgd op de Horst te Driebergen. In samenhang met natuur, sport en kunst.

## Landgoed
Landgoed de Horst ligt op de grens van de Utrechtse Heuvelrug. Het is nu een van de buitenplaatsen langs de weg tussen Utrecht en Rhenen die deel uitmaakt van Stichtse Lustwarande. Het landgoed omvat een park met vijver, maar bestaat voor het grootste gedeelte – 13ha – uit voormalig productiebos.

## Bewoners
- 0000 - 1729 Maria Cornelis van Blankensteyn
- 1729 - 1751 Jan Jansz Haarman
- 1751 - 1767 Maria van Vulpen
- 1767 - 1798 Teunis van Vossesteyn
- 1798 - 1831 Jochem van Dijk
- 1831 - 1834 Cornelia van Dijk
- 1834 - 1847 Richard Boer
- 1847 - 1855 Mr. Reinhard Crommelin
- 1855 - 1865 A. van Scherpenberg
- 1865 - 1872 weduwe mevr. A. van Scherpenberg-Schill
- 1872 - 1913 H.W. van Leeuwen
- 1913 - 1927 Hendrik de Mol van Otterloo
- 1927 - 1946 Jhr. mr. Daniël de Blocq van Haersma de With, getrouwd met Henriëtte Willemina van Naamen van Eemnes
- 1946 Stichting Kerk en Wereld